# دائرة الصحة
دائرة الصحة أو وزارة الصحة هي جزء من الحكومة التي تركز على القضايا المتعلقة بالصحة بصورة عامة للمواطنين . غالبًا ما تعمل الوحدات الإدارية ، مثل الولايات والمحافظات والمدن ، على إدارة صحية خاصة بها. تُجري دوائرالصحة فحوصات غذائية وحملات تفتيش ميدانية أخرى تخص بالصحة (يُدعى الشخص الذي يؤدي هذه الوظيفة غالبًا مفتش صحة عامة ) وبرامج التطعيم واختبارات الأمراض المنقولة جنسيًا واختبارات فيروس نقص المناعة البشرية وبرامج مكافحة التبغ والإقلاع عن التدخين وبرامج المساعدة الطبية الأخرى. تقوم الإدارات الصحية أيضًا بإجراء إحصاءات حول التحديات الصحية في منطقتها. قد يختلف دور دائرة الصحة من دولة إلى أخرى، ولكن هدفها الأساسي هو نفسه دائمًا ؛ حماية الصحة وتعزيزها. في عام 1986 ، اجتمعت العديد من إدارات الصحة الوطنية في العالم لوضع مبادئ توجيهية دولية تعمل من خلالها الإدارات الصحية. عُقد الاجتماع في أوتاوا ، أونتاريو ، كندا ، وبالتالي تُعرف المبادئ التوجيهية المحددة بميثاق أوتاوا . تم تصميم ميثاق أوتاوا من أجل «تحقيق الصحة للجميع».
يمكن ان تستخدم هذهِ العبارة للأشارة إلى قسم صحي في جامعة ما.

## حول العالم
تنقسم معظم الحكومات التنفيذية في العالم إلى وحدات ادارية أو وزارات . في كندا، وزارة الصحة الكندية هي الوكالة الفيدرالية المسؤولة عن الرعاية الصحية. تم إنشاء أول وزارة للصحة في كندا بموجب تشريع في مقاطعة نيو برونزويك في عام 1918 ، مما جعلها أول وزارة للصحة على مستوى مجلس الوزراء في المستعمرة البريطانية، مع الدكتور ويليام روبرتس من سانت جون، كأول وزير الصحة في المستعمرة البريطانية.